# Dubicze Cerkiewne (plaats)
Dubicze Cerkiewne is een dorp in de Poolse woiwodschap Podlachië. De plaats maakt deel uit van de gemeente Dubicze Cerkiewne en telt 270 inwoners.